# Syniakiwci
Syniakiwci (ukr. Синяківці) – wieś na Ukrainie, w obwodzie chmielnickim, w rejonie dunajowieckim.
Niegdyś własność Romana Karaczowskiego, następnie dobra jezuickie, potem Szydłowskich, pod koniec XIX wieku Wilczewskich.